# 彭吉納鄉
44°17′N 22°56′E / 44.283°N 22.933°E
彭吉納鄉（羅馬尼亞語：Comuna Punghina, Mehedinți），是羅馬尼亞的鄉份，位於該國西南部，由梅赫丁茨縣負責管轄，面積73平方公里，海拔高度106米，2007年人口3,298，人口密度每平方公里45人。